# Tetra Laval
 (avril 2016).

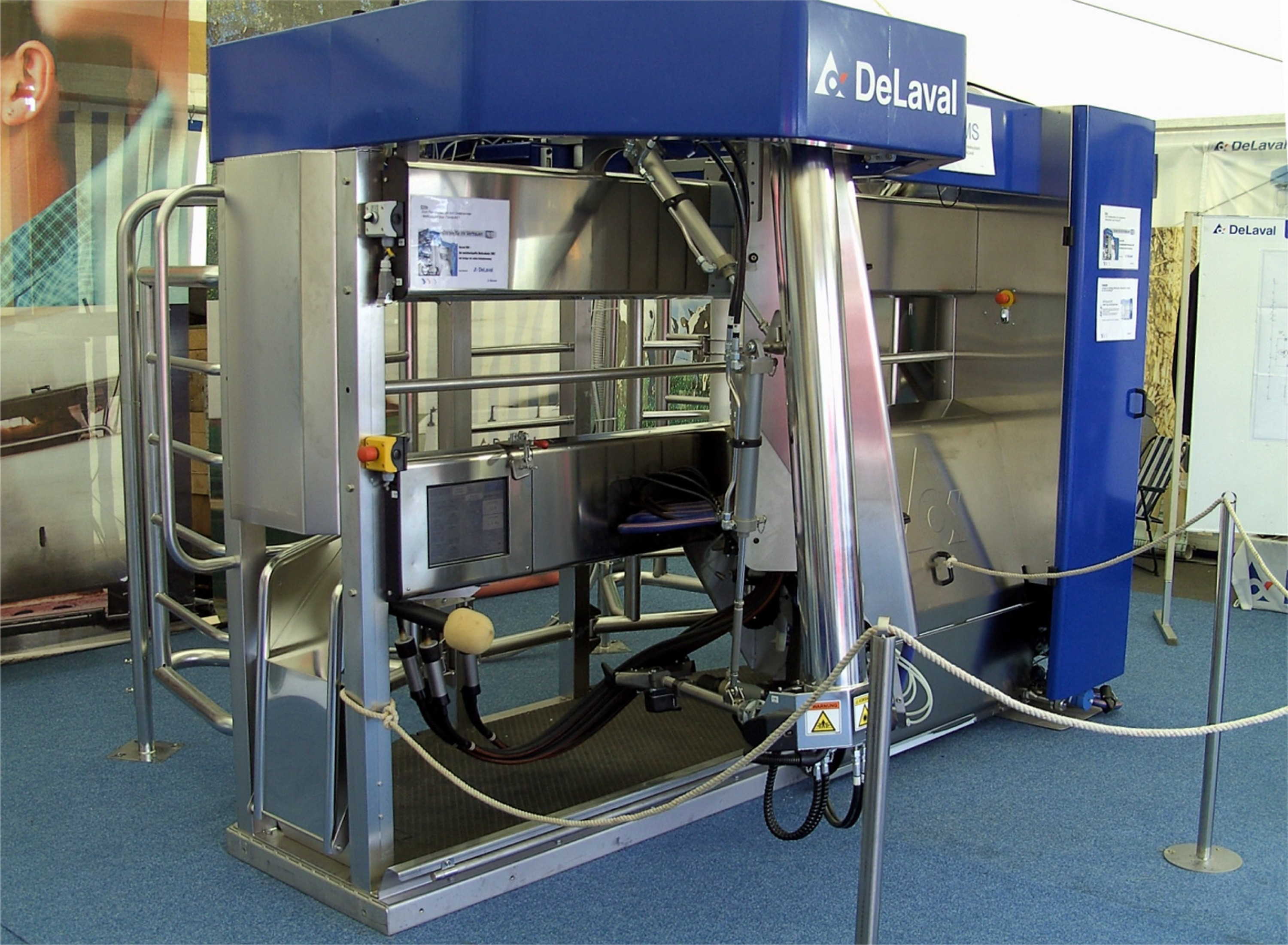
Une machine à traire la vache, par DeLaval

Tetra Laval S.A. est un groupe d'origine suédoise créé en 1993 par Tetra Pak à la suite de l'achat des sociétés Alfa Laval et DeLaval. Elle est spécialisée dans le domaine du conditionnement dans l'agroalimentaire, en particulier du liquide (eau, lait, jus de fruit...), du traitement du lait et de lignes de conditionnement et d'emballage.

## Historique
- 1991, Achat d'Alfa Laval et DeLaval par Tetra Pak
- 1993, Le groupe prend le nom de Tetra Laval Group
- 2000, Vente d'Alfa Laval au groupe d'investissement Industri Kapital
- 2003, Achat du groupe français Sidel pour 1,5 milliard d'euros
- 2005, Achat des sociétés Simonazzi, Alfa et Meyer/Mojonnier qui appartenaient au groupe suisse SIG.

## Constitution du groupe
L'organigramme du groupe est composée de 3 divisions:
- Packaging carton avec Tetra Pak
- Packaging plastique avec Sidel
- Equipements pour les élevages laitiers avec DeLaval

À la fin de 2005, Tetra Laval représente:
- Nombre de salariés dans le monde: 30 170
  - Tetra Pak: 20 261
  - DeLaval: 4347
  - Sidel: 5232
  - Autre: 330
- Chiffres d'affaires en millions d'euros :9 712
  - Tetra Pak: 8 100
  - DeLaval: 727
  - Sidel: 870
  - Autre: 15

## Donation
- En 2006, Tetra Laval fait une donation de 4,7 millions de couronnes suédoise (soit 512 000 euros) au muséum d'histoire de Lund.